# Волица-Гнездычевская
Волица-Гнездычевская (укр. Волиця-Гніздичівська) — село в Жидачовской городской общине Стрыйского района Львовской области Украины.
Население по переписи 2001 года составляло 382 человека. Занимает площадь 1 км². Почтовый индекс — 81733. Телефонный код — 3239.